# Toe (band)
Toe, estilizado como toe, é uma banda japonesa de pós-rock / rock matemático de Tóquio. O grupo foi fundado em 2000 e consiste em Kashikura Takashi (bateria), Mino Takaaki (guitarra), Yamane Satoshi (baixo) e Yamazaki Hirokazu (guitarra).

## Informação detalhada
Toe é atualmente uma das quatro bandas do selo indie Machu Picchu, que foi formado pelos membros do Toe, junto com as bandas Mouse on the Keys, Enemies e Tangled Hair.
A grande maioria da música da banda é instrumental . A banda mudou seu som ao longo de sua carreira musical ao incorporar violões, piano Rhodes e vibrafones em seus lançamentos mais recentes. A banda faz turnês regularmente no Japão.
Em 2018, toe lançou uma compilação de faixas que ficaram fora de álbuns e remixes intitulada That's Another Story, em 24 de janeiro, e o EP de estúdio Our Latest Number em 22 de agosto. 独演会 "DOKU-EN-KAI" foi uma  in the round gravado ao vivo no le Poisson Rouge em New York City em 2019, e foi lançado em 6 de março de 2021.
Em 2021, eles contribuíram uma música original para a trilha sonora do anime Sonny Boy.
Em 2024 toe lançou seu quarto album de estúdio, Now I See the Light.

## Membros
- Yamazaki Hirokazu – guitarra (2000-presente)
- Yamane Satoshi – baixo (2.000-presente)
- Mino Takaaki – guitarra (2000-presente)
- Kashikura Takashi – bateria (2000-presente)

## Discografia
Álbuns de estúdio
- The Book About My Idle Plot on a Vague Anxiety (2005)
- For Long Tomorrow (2009)
- Hear You (2015)
- Now I See the Light (2024)

Live albums
- 独演会 "Doku-En-Kai" (2021)

EPs
- Songs, Ideas We Forgot (2003)
- New Sentimentality (2006)
- New Sentimentality "Tour Edition" (2008) Enhanced CDEP Limited to 1000
- Toe/Collection of Colonies of Bees (2009)
- The Future Is Now (2012)
- Our Latest Number (2018)

Divisões
- Pele / toe (2002)

Álbuns de remix
- Re:designed (2003)

Álbuns de compilação
That's Another Story (2018)

### DVDs ao vivo
- RGBDVD (2005)
- CUT_DVD (2010)
- 8 Days DVD (2012)
- Doku en Kai (2021)